# Margarita García Robayo

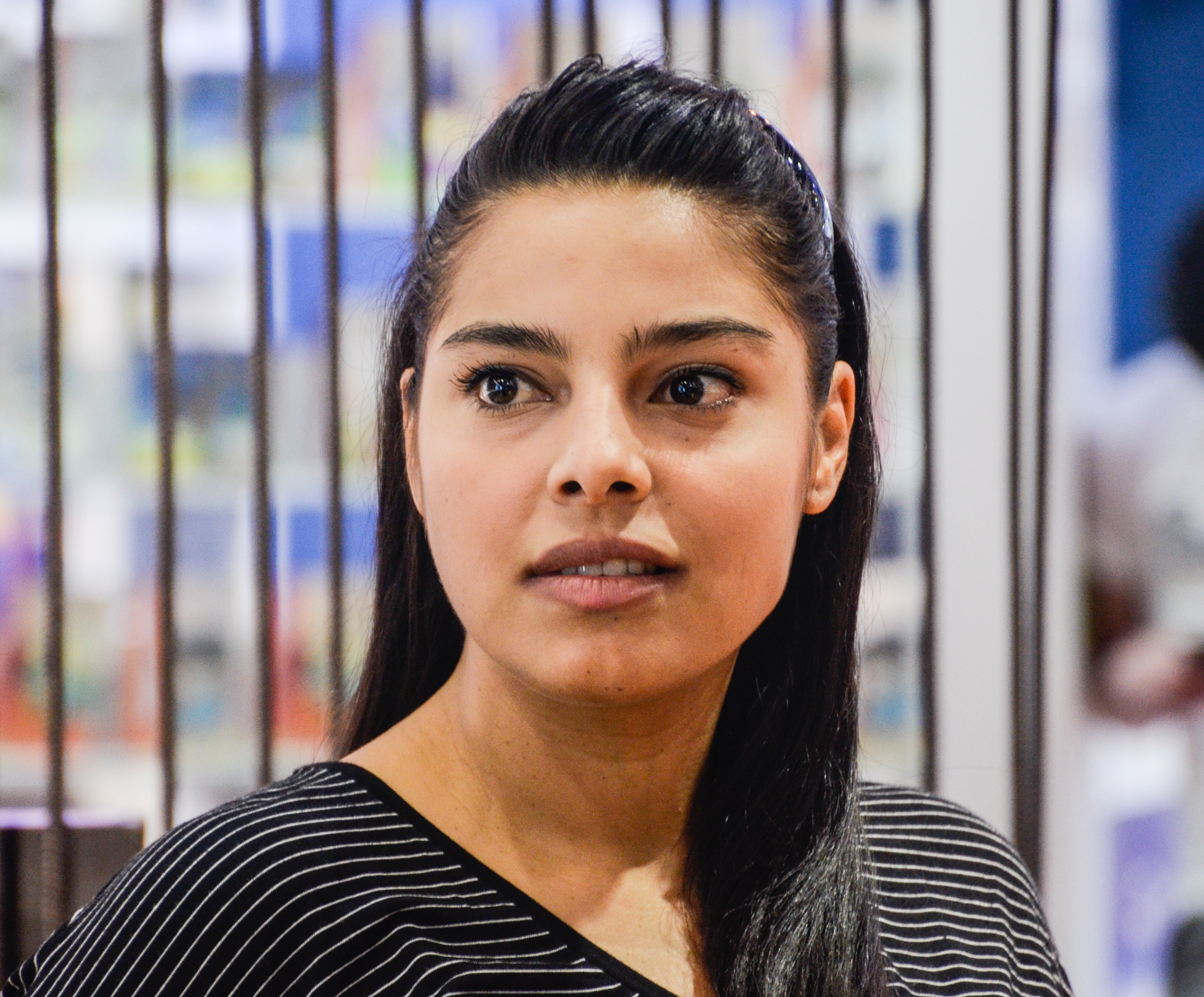
Margarita García Robayo

Margarita García Robayo (Cartagena das Índias, 1980) é uma escritora colombiana.
Mudou-se para Buenos Aires em 2005. Trabalhou na Fundação Gabriel García Márquez e foi diretora da Fundação Tomás Eloy Martínez. Seus textos no blog Sudaquia: historias de América Latina, criado para o jornal argentino Clarín, foram reproduzidos nos jornais El País (Espanha), Le Monde (França) e El Espectador (Colômbia).

## Obras
- Hay ciertas cosas que una no puede hacer descalza. Contos (Planeta, Buenos Aires: 2009; Destino, Barcelona: 2010)
- Las personas normales son muy raras. Contos (Pluma de Mompox, Cartagena das Índias: 2011; Arlequín, Zapopan: 2012)
- Orquídeas. Contos (Nudista, Buenos Aires: 2012)
- Hasta que pase un huracán. Romance (Tamarisco, Buenos Aires: 2012; Laguna Libros, Bogotá: 2015)
- Lo que no aprendí. Romance (Planeta, Buenos Aires: 2013; Malpaso, Barcelona: 2014)
- Cosas peores. Contos (Fondo Editorial Casa de las Américas, La Habana: 2014; Seix Barral, Buenos Aires: 2015; Alfaguara, Bogotá: 2016) - Prêmio Casa de las Américas
- Usted está aquí. Antologia (Montacerdos, Santiago de Chile: 2015)